# Worldwide Pants
Worldwide Pants est une société américaine de production télévisuelle fondée par l'humoriste et animateur de télévision David Letterman. Elle a notamment produit divers late-night shows, tels que Late Show with David Letterman ou The Late Late Show with Craig Ferguson.